# Sielsowiet Dziakowicze
Sielsowiet Dziakowicze (biał. Дзякавіцкі сельсавет, ros. Дяковичский сельсовет) – dawny sielsowiet na Białorusi, w obwodzie homelskim, w rejonie żytkowickim, z siedzibą w Dziakowiczach.
Sielsowiet został zniesiony 27 grudnia 2022. Jego terytorium w całości przyłączono do sielsowietu Marocharawa.

## Demografia
Według spisu z 2009 sielsowiet Dziakowicze zamieszkiwało 1098 osób, w tym 1086 Białorusinów (98,91%), 7 Rosjan (0,64%), 2 Ukraińców (0,18%) i 3 osoby, które nie podały żadnej narodowości. Do 2018 liczba ludności spadła do 746 osób.
Pod koniec jego istnienia społeczeństwo sielsowietu było starzejące się. W 2018 111 osób miało poniżej 30 lat, w tym w większości były to dzieci i młodzież szkolna (65 osób) i dzieci w wieku przedszkolnym (31 osób). 399 osób było w wieku produkcyjnym, a 257 osób było w wieku emerytalnym. Trzy z sześciu miejscowości było wówczas wymierające: Łutowie i Budę zamieszkiwali w większości emeryci i nikt poniżej 30 lat, mieszkańcami Postał byli wyłącznie emeryci.

## Geografia i transport
Sielsowiet położony był na Polesiu, w północnowschodniej części rejonu żytkowickiego. Częściowo obejmował Jezioro Czerwone (Kniaź). Powierzchnia w większości zalesiona - 209,37 km² z 299 km² powierzchni sielsowietu porośnięta jest lasem.
Przebiegała przez niego droga republikańska R57.

## Miejscowości
- agromiasteczko:
  - Dziakowicze
- wsie:
  - Buda
  - Chwojka
  - Łutowie
  - Postały
  - Wiatczyn